# Conrad Ier de Głogów
Pour les articles homonymes, voir Conrad Ier.
 (août 2024).
Si vous disposez d'ouvrages ou d'articles de référence ou si vous connaissez des sites web de qualité traitant du thème abordé ici, merci de compléter l'article en donnant les références utiles à sa vérifiabilité et en les liant à la section « Notes et références ».
Conrad Ier de Głogów (en polonais Konrad I Głogowski), de la dynastie des Piasts, est né entre 1146 et 1157, et mort un 17 janvier entre 1180 et 1190.

## Biographie
Il est le troisième fils de Ladislas II le Banni et d’Agnès de Babenberg, le cadet de Boleslas Ier le Long et Mieszko IV Jambes Mêlées. Il est sans doute né en Saxe alors que son père s’y trouvait en exil.
Il est préparé par ses parents à une carrière ecclésiastique. 
En 1163, sous la menace d’une attaque du Saint Empire, Boleslas IV le Frisé rend la Silésie aux deux fils aînés de Ladislas II, Boleslas Ier le Long et Mieszko IV Jambes Mêlées, tout en les obligeant à renoncer à tous leurs droits héréditaires et tout en gardant le contrôle des villes importantes. Dès 1164, Boleslas Ier le Long et Mieszko IV Jambes Mêlées consolident leur pouvoir et expulsent les troupes de Boleslas IV le Frisé. Ils résistont aux tentatives de Boleslas IV le Frisé pour reprendre la Silésie.
Conrad entre dans l’histoire en 1177 lorsque Casimir II le Juste lui offre le duché de Głogów qui précédemment faisait partie du duché de Silésie de Boleslas Ier le Long.
Conrad est décédé sans jamais s’être marié et sans descendance.